# Stars on Stage
Stars on Stage is een Nederlands televisieprogramma dat sinds 5 januari 2024 door RTL 4 wordt uitgezonden. Het programma wordt gepresenteerd door Jamai Loman en Buddy Vedder, die worden bijgestaan door recensenten Albert Verlinde en Paul de Leeuw. Het programma wordt geproduceerd door MediaLane.

## Format
In het programma gaat een groep bestaande uit acht bekende Nederlanders een traject aan waarin ze worden opgeleid tot musicalsterren. Ze gaan vervolgens iedere week de strijd met elkaar aan door een optreden te geven waarbij ze in een musicalnummer tegelijkertijd zingen, dansen en acteren. Bij de optredens worden ze bijgestaan door dansers die een opleiding volgen bij Lucia Marthas Institute for Performing Arts. De choreografie wordt ook door hun team verzorgd.  
Hun optredens worden beoordeeld door een panel van recensenten onder leiding van Albert Verlinde en Paul de Leeuw, in het eerste seizoen werden zij iedere week bijgestaan door twee wisselende gastrecensenten en vanaf het tweede seizoen door nog maar één gastrecensent. Na een optreden starten zij hun beoordeling met een krantenkop die hun gevoel bij het optreden in een aantal woorden beschrijft en geven zij de kandidaten vervolgens punten in de vorm van sterren, dit gebeurt in de marge van één tot vijf sterren. Vanaf het tweede seizoen kunnen er ook halve sterren gegeven worden.
De twee kandidaten met het laagste aantal punten moeten nog een keer tegen elkaar zingen in de zogeheten Final Curtain; hierbij treden ze om de beurt op met een nieuw musicalnummer, ditmaal zingen de kandidaten hetzelfde nummer. In het tweede seizoen zingen ze een stukje van het nummer dat ze tijdens hun optreden hebben gezongen. Hierbij worden ze begeleid door pianist Bernd van den Bos. Na dit optreden mag het aanwezige publiek hun stem uitbrengen op de kandidaat die zij het beste vonden. De kandidaat met het minste percentage van het aantal stemmen moet het programma verlaten.

## Seizoenen

### Overzicht
| Seizoen | Uitzendtijden              | Aantal afleveringen | Start seizoen  | Start seizoen | Einde seizoen   | Einde seizoen | Gemiddelde kijkcijfers |
| Seizoen | Uitzendtijden              | Aantal afleveringen | Datum          | Kijkcijfers   | Datum           | Kijkcijfers   | Gemiddelde kijkcijfers |
| ------- | -------------------------- | ------------------- | -------------- | ------------- | --------------- | ------------- | ---------------------- |
| 1       | Vrijdag 20:00 – 21:30 uur  | 6                   | 5 januari 2024 | 1.325.000     | 9 februari 2024 | 1.206.000     | 1.222.333              |
| 2       | Zaterdag 20:00 – 21:30 uur | 8                   | 24 mei 2025    | 995.000       | 12 juli 2025    | 1.030.000     | 987.750                |

### Seizoen 1 (2024)
| Aflevering | Uitzenddatum    | Gastrecensenten     | Gastrecensenten     | Kijkcijfers |
| ---------- | --------------- | ------------------- | ------------------- | ----------- |
| 1          | 5 januari 2024  | Vajèn van den Bosch | Lone van Roosendaal | 1.325.000   |
| 2          | 12 januari 2024 | Soy Kroon           | Brigitte Heitzer    | 1.288.000   |
| 3          | 19 januari 2024 | Jim Bakkum          | Chantal Janzen      | 1.251.000   |
| 4          | 26 januari 2024 | Noortje Herlaar     | April Darby         | 1.128.000   |
| 5          | 2 februari 2024 | Carolina Dijkhuizen | Freek Bartels       | 1.136.000   |
| 6          | 9 februari 2024 | Carlo Boszhard      | Chantal Janzen      | 1.206.000   |

#### Kandidaten
De kandidaten werden op 14 december 2023 bekend gemaakt.
| Plaats | Kandidaat         | Beroep                             | Opmerkingen                                                             |
| ------ | ----------------- | ---------------------------------- | ----------------------------------------------------------------------- |
| 1      | Michel Mulder     | Voormalig langebaanschaatser       | Winnaar                                                                 |
| 2      | Emma Heesters     | Zangeres                           | Geëindigd op een gedeelde tweede plaats in de finale-aflevering         |
| 2      | Susanna Klibansky | Zakenvrouw en zangeres             | Geëindigd op een gedeelde tweede plaats in de finale-aflevering         |
| 4      | Glen Faria        | Rapper                             | Afgevallen in aflevering 5, verloor de Final Curtain van Emma Heesters  |
| 5      | Lisa Loeb         | Cabaretière en schrijfster         | Afgevallen in aflevering 4, verloor de Final Curtain van Michel Mulder  |
| 6      | Gerard Joling     | Zanger en presentator              | Afgevallen in aflevering 3, verloor de Final Curtain van Glen Faria     |
| 7      | Sylvia Geersen    | Model                              | Afgevallen in aflevering 2, verloor de Final Curtain van Gerard Joling  |
| 8      | John de Bever     | Voormalig zaalvoetballer en zanger | Afgevallen in aflevering 1, verloor de Final Curtain van Sylvia Geersen |

### Seizoen 2 (2025)
| Aflevering | Uitzenddatum | Gastrecensent       | Kijkcijfers |
| ---------- | ------------ | ------------------- | ----------- |
| 1          | 24 mei 2025  | Vajèn van den Bosch | 995.000     |
| 2          | 31 mei 2025  | April Darby         | 1.030.000   |
| 3          | 7 juni 2025  | Simone Kleinsma     | 1.015.000   |
| 4          | 14 juni 2025 | Berget Lewis        | 969.000     |
| 5          | 21 juni 2025 | Lone van Roosendaal | 860.000     |
| 6          | 28 juni 2025 | Igone de Jongh      | 976.000     |
| 7          | 5 juli 2025  | Jim Bakkum          | 1.027.000   |
| 8          | 12 juli 2025 | Chantal Janzen      | 1.030.000   |

#### Kandidaten
| Plaats | Kandidaat            | Beroep                     | Opmerkingen                                                                   |
| ------ | -------------------- | -------------------------- | ----------------------------------------------------------------------------- |
| 1      | Numidia              | Zangeres                   | Winnares                                                                      |
| 2      | Emma Kok             | Zangeres                   | Geëindigd op de tweede plaats in de finale-aflevering                         |
| 3      | Janice Blok          | Actrice                    | Geëindigd op de derde plaats in de finale-aflevering                          |
| 4      | Rayen Panday         | Cabaretier                 | Afgevallen in aflevering 7, verloor de Final Curtain van Emma Kok             |
| 5      | Marco Schuitmaker    | Zanger                     | Afgevallen in aflevering 6, verloor de Final Curtain van Rayen Panday         |
| 6      | Patty Brard          | Zangeres en presentatrice  | Afgevallen in aflevering 5, verloor de Final Curtain van Rayen Panday         |
| 7      | Keizer               | Rapper                     | Afgevallen in aflevering 4, verloor de Final Curtain van Patty Brard          |
| 8      | Koen Pieter van Dijk | Presentator en realityster | Afgevallen in aflevering 3, verloor de Final Curtain van Patty Brard          |
| 9      | Everon Jackson Hooi  | Acteur                     | Afgevallen in aflevering 2, verloor de Final Curtain van Marco Schuitmaker    |
| 10     | Gallyon van Vessem   | Presentatrice              | Afgevallen in aflevering 1, verloor de Final Curtain van Koen Pieter van Dijk |

## Achtergrond
In augustus 2023 lekte televisiekenner en oud-programmadirecteur Tina Nijkamp via Instagram dat RTL bezig was met het ontwikkelen van dit musicalprogramma met Jamai Loman en Buddy Vedder als presentatoren, diezelfde avond bevestigde presentator Jamai Loman aan RTL Boulevard zijn medewerking en de komst van het programma. De opnamen gingen vervolgens in september 2023 van start, waarbij op 14 september Albert Verlinde en Paul de Leeuw als vaste recensenten werden aangekondigd. Nog voordat het programma in première ging werd het format in december 2023 doorverkocht aan Spanje, Italië en Duitsland.
De eerste aflevering van het programma werd uitgezonden op vrijdagavond 5 januari 2024 en werd bekeken door 1.325.000 kijkers. Wegens een succesvol eerste seizoen werd in december 2024 bekend dat het programma terug zou keren voor een tweede seizoen. In februari 2025 werden de kandidaten hiervan bekend gemaakt, hierbij werd het deelnemersveld uitgebreid van acht deelnemers naar tien. Het tweede seizoen ging op 24 mei 2025 van start, hierbij wisselde het programma van de vrijdagavond naar de zaterdagavond.